# Toni Belenguer
Toni Belenguer (* 12. Januar 1978 in Valencia; † 13. September 2020 ebendort) war ein spanischer Jazzmusiker (Posaune), der als Professor im Jazzstudiengang des Conservatori Superior de Música Joaquín Rodrigo lehrte.

## Leben und Wirken
Belenguer erhielt zunächst Unterricht an der Musikschule der Sociedad Ateneo Musical del Puerto in Valencia, wechselte aber rasch zum Conservatorio Superior de la ciudad. Zudem studierte er Jazz und Harmonielehre am Taller de Música Moderna in Sueca. Weiterhin besuchte er Workshops bei Michael Mossman, Ove Larson, Perico Sambeat, Pat Metheny, Bernardo Sasseti, Kurt Rosenwinkel, Aaron Goldberg und Alan Ferber.
Im Jahr 2003 gewann Belenguer den ersten Preis als bester Solist beim Nationalen Wettbewerb von Salamanca und gründete daraufhin seine eigene Gruppe, das Toni Belenguer Quintet. Daneben spielte er in Gruppen unter der Leitung von Perico Sambeat, mit dem auch die Alben Ziribuye (2006) und Flamenco Big Band (2008) entstanden. Er wurde Professor am Conservatori Superior de Música Joaquín Rodrigo in Valencia und veröffentlichte 2008 sein Debütalbum Alter-Ego bei Sedajazz Records. Belenguer spielte auch mit der Sedajazz Big Band. Daneben war er mit Michael Brecker auf Tournee, spielte als Posaunist mit Al Foster in Tribute to Elvin Jones in San Javier (2005), wirkte an einem der Alben der Skaband Ki Sap mit und trat als Solist mit der Ramón Cardo Big Band, Luis Vidal, Jeff Jerolamond sowie Celia Mur auf.

## Diskographische Hinweise
- Kiko Berenguer Jazzmakers: Papi toca el saxo (Xabia Jazz 2004)
- Joan Chamorro: Baritone Rhapsody (Fresh Sound New Talent 2008)
- Alter-Ego (Sedajazz Records 2008, mit Vicente Macian, Bertrand Kientz, Alessandro Cesarini, Pere Munuera)
- Michael P. Mossman, Jesus Santandreu, Toni Belenguer, Santi Navalón, Julio Fuster, Juanjo Garcerá, Vicent Pérez: Visitatio Sepulchri de Gandia (Calidoscopi Mostra Tua Jazz 2010)